# GJ 436 c
GJ 436 c – nazwa nadana hipotetycznej planecie pozasłonecznej mającej obiegać gwiazdę GJ 436 położoną w gwiazdozbiorze Lwa. Jej prawdopodobne istnienie postulowano w styczniu 2008, jednak w maju 2008 odkrycie zostało wycofane przez naukowców na konferencji w Bostonie. Obecnie uważa się, że ta planeta nie istnieje, chociaż istnienie innych ciał w tym układzie nie jest wykluczone.

## Charakterystyka
Planeta położona miała być ok. 33,4 lat świetlnych (10,2 parseka) od Ziemi, jej masa miała wynosić pięć razy tyle co masa Ziemi. GJ 436 c została uznana za "superziemię", ponieważ postulowano, że jest to planeta skalista, o budowie wewnętrznej podobnej do budowy Ziemi, ale znacznie od niej większa. W momencie ogłoszenia była to najmniejsza ze znanych planet pozasłonecznych.
GJ 436 c miała obiegać swoje słońce w 5,2 ziemskich dób i obracać się wokół swojej osi w ciągu 4,2 dni - oznacza to, że jeden dzień na planecie (czas pomiędzy dwoma wschodami słońca) miał wynosić ok. 22 ziemskich dni.  
Temperatura na powierzchni planety miała mieścić się w zakresie od 400 do 700 kelwinów (125-240 °C), ale w okolicach biegunowych (w zależności od składu atmosfery) mogła wynosić tylko ok. 350K (77 °C). To pozwoliłoby na istnienie wody w stanie ciekłym w niektórych obszarach planety